# Барковский, Владимир Борисович
Владимир Борисович Барко́вский (16 октября 1913 — 21 июля 2003) — советский разведчик. Герой Российской Федерации.

## Биография
Родился в Белгороде. Отец — Борис Владимирович Барковский, офицер квартировавшей в Белгороде 31-й артиллерийской бригады. Мать — Екатерина Анатольевна (р. 1893), урождённая Курчанинова; этот дворянский род был известен в Курской губернии с XVIII века.
Любознательный Барковский в школе увлекался физикой. Под руководством преподавателя научился работать с металлом, паять, наматывать индукционные катушки, позже окончил курсы радиолюбителей в клубе.
В конце 1920-х годов смастерил один из двух первых в городе ламповых радиоприёмников. Вне школы увлекался планёрами. В то время под руководством проживавшего в Белгороде конструктора Б. Н. Шереметева белгородские мальчишки и взрослая молодёжь «строили» планёры. Это увлечение положило начало страстному желанию стать военным лётчиком.
В 1930 году окончил в Белгороде школу 2-й ступени.
В 1930 году вместе с матерью и бабушкой переехал в Подмосковье, в посёлок Красная Горка. Поступил на завод на станции Павшино Калининской железной дороги. Работал сначала мотористом, потом слесарем в механическом цехе.
В 1934 году поступил в Московский станко-инструментальный институт. Параллельно окончил планёрную и лётную школы при Московском студенческом аэроклубе, затем работал здесь инструктором.
В ВУЗе его характеризовали как очень способного студента. Он отлично учился, обладал конструкторскими задатками, был активным общественником. На умного, активного и творческого студента-комсомольца обратили внимание и весной 1939 года ему предложили работать в органах НКВД.
Получив специальную подготовку в разведшколе, в конце 1940 года он был направлен на работу в Великобританию сотрудником лондонской резидентуры по линии научно-технической разведки (под прикрытием должности атташе посольства).
Завербовал в Лондоне ряд ценных источников, в том числе и среди английских учёных, непосредственно занимавшихся разработкой атомного оружия. Полученная В. Б. Барковским информация по проекту «Энормоз» сыграла важную роль в создании атомного оружия в СССР.
После возвращения из командировки в Москву находился на руководящих должностях в Управлении научно-технической разведки. Выезжал в долгосрочные командировки в США и страны Западной Европы по линии НТР. Являлся резидентом.
В 1970-е годы занимал должность профессора кафедры спецдисциплин Краснознаменного института разведки. Кандидат исторических наук. В 1984 году вышел в отставку.
15 июня 1996 года Указом президента РФ за успешное выполнение специальных заданий по обеспечению государственной безопасности в условиях, сопряжённых с риском для жизни, проявленные при этом героизм и мужество В. Б. Барковскому было присвоено звание Героя Российской Федерации.
Скончался 21 июля 2003 года. Похоронен в Москве на Троекуровском кладбище.

## Награды
- Герой Российской Федерации (15 июня 1996)
- Орден Красного Знамени
- Три ордена Трудового Красного Знамени
- Орден Отечественной войны II степени
- Орден Красной Звезды
- Орден «Знак Почёта»
- Почётный знак «За службу в разведке»
- Медали